# Epimecia obscurior
Epimecia obscurior là một loài bướm đêm trong họ Noctuidae.